# Clovamide
 (mars 2023).
Le clovamide est un composé organique trouvé dans le chocolat. On le trouve aussi dans le trèfle des prés (Trifolium pratense).
Ce composé montre des propriétés neuroprotectrices in vitro.